# سانت جورج (يوتا)
سانت جورج (بالإنجليزية: St. George, Utah)، هي مدينة ومقر مقاطعة واشنطن في ولاية يوتا، الولايات المتحدة. تقع في جنوب غرب الولاية على الحدود مع ولاية أريزونا، وهي المدينة الرئيسية في منطقة سانت جورج الحضرية.
تقع المدينة في أقصى الطرف الشمالي الشرقي من صحراء موهافي، جنوب جبال باين فالي التي تشكل الحد الجنوبي لمنطقة الحوض العظيم. كما تقع بالقرب من هضبة كولورادو التي تنتهي عند فالق هوريكان. تبعد سانت جورج نحو 190 كيلومترًا شمال شرق لاس فيغاس بولاية نيفادا، ونحو 480 كيلومترًا جنوب جنوب غرب سولت ليك سيتي، وذلك عبر الطريق السريع I-15.
بلغ عدد سكان المدينة حوالي 95,342 نسمة حسب تعداد عام 2020، فيما قُدّر عدد سكان المنطقة الحضرية بنحو 197,680 نسمة، ما يجعل سانت جورج خامس أكبر مدينة في ولاية يوتا، والأكبر خارج منطقة واساتش الحضرية.
تأسست المدينة عام 1861 كمستعمرة لإنتاج القطن ضمن مشروع يُعرف باسم "مهمة القطن"، ولهذا اكتسبت لقب "ديكسي". وعلى الرغم من أن زراعة القطن لم تحقق نجاحًا اقتصاديًا كبيرًا، فإن المدينة واصلت نموها السكاني. وبين عامي 2000 و2005، صُنّفت سانت جورج كأسرع المناطق الحضرية نموًا في الولايات المتحدة.
اليوم، تشتهر منطقة سانت جورج بأنشطتها الخارجية على مدار العام، وبقربها من عدد من المتنزهات الوطنية، مثل حديقة زيون الوطنية وجراند كانيون. كما تضم المدينة جامعة يوتا تك [الإنجليزية]، وهي مؤسسة تعليمية تنافس في دوري الرابطة الوطنية لرياضة الجامعات الدرجة الأولى.

## التركيبة السكانية
حدّد مكتب تعداد الولايات المتحدة بيانات التركيبة السكانية لسانت جورج في تعداد الولايات المتحدة. في ما يلي، التركيبة السكانية حسب تعدادي 2000 و2010.

### تعداد عام 2000
بلغ عدد سكان سانت جورج 49,663 نسمة بحسب تعداد عام 2000، وبلغ عدد الأسر 17,367 أسرة وعدد العائلات 13,041 عائلة مقيمة في المدينة. في حين سجلت الكثافة السكانية 244.4 نسمة لكل كيلومتر مربع (633.0/ميل2). وبلغ عدد الوحدات السكنية 21,083 وحدة بمتوسط كثافة قدره 103.7 لكل كيلومتر مربع (268.6/ميل2).
وتوزع التركيب العرقي للمدينة بنسبة 92.27% من البيض و0.24% من الأمريكيين الأفارقة و1.64% من الأمريكيين الأصليين و0.57% من الأمريكيين ذوي الأصول الآسيوية و0.59% من سكان جزر المحيط الهادئ و2.87% من الأعراق الأخرى و1.83% من عرقين مختلطين أو أكثر و6.72% من الهسبانيون أو اللاتينيون من أي عرق.
بلغ عدد الأسر 17,367 أسرة كانت نسبة 36.5% منها لديها أطفال تحت سن الثامنة عشر تعيش معهم، وبلغت نسبة الأزواج القاطنين مع بعضهم البعض 63.6% من أصل المجموع الكلي للأسر، ونسبة 8.6% من الأسر كان لديها معيلات من الإناث دون وجود شريك، بينما كانت نسبة 2.8% من الأسر لديها معيلون من الذكور دون وجود شريكة وكانت نسبة 24.9% من غير العائلات. تألفت نسبة 19.4% من أصل جميع الأسر من عدة أفراد يعيشون في نفس المنزل ونسبة 10.2% كانت تتألف من شخص يعيش بمفرده يبلغ من العمر 65 عاماً أو أكثر. وبلغ متوسط حجم الأسرة المعيشية 2.81، أما متوسط حجم العائلات فبلغ 3.21.
بلغ العمر الوسطي للسكان 31.4 عاماً. وكانت نسبة 28.3% من القاطنين تحت سن الثامنة عشر، وكانت نسبة 13.3% بين الثامنة عشر والرابعة والعشرين عاماً، ونسبة 21.7% كانت واقعةً في الفئة العمرية ما بين الخامسة والعشرين والرابعة والأربعين عاماً، ونسبة 16.6% كانت ما بين الخامسة والأربعين والرابعة والستين، ونسبة 18.3% كانت ضمن فئة الخامسة والستين عاماً فما فوق. يوجد لكل 100 أنثى 95.1 ذكر، ويوجد لكل 100 أنثى في الثامنة عشر من عمرها فما فوق 91.8 ذكر.
بلغ متوسط دخل الأسرة في المدينة 36,505 دولارًا، أما متوسط دخل العائلة فبلغ 41,788 دولارًا. وكان متوسط دخل الذكور 31,106 دولارًا مقابل 20,861 دولارًا للإناث. وسجل دخل الفرد الخاص بالمدينة 17,022 دولارًا. وكانت نسبة 7.4% من العائلات ونسبة 11.6% من السكان تحت خط الفقر، وكان من هؤلاء نسبة 14.9% تحت سن الثامنة عشر ونسبة 4.4% في الخامسة والستين من العمر وما فوق.

### تعداد عام 2010
بلغ عدد سكان سانت جورج 72,897 نسمة بحسب تعداد عام 2010، وبلغ عدد الأسر 25,520 أسرة وعدد العائلات 18,684 عائلة مقيمة في المدينة. في حين سجلت الكثافة السكانية 358.7 نسمة لكل كيلومتر مربع (929.0/ميل2). وبلغ عدد الوحدات السكنية 32,089 وحدة بمتوسط كثافة قدره 157.9 لكل كيلومتر مربع (409.0/ميل2).
وتوزع التركيب العرقي للمدينة بنسبة 87.20% من البيض و0.73% من الأمريكيين الأفارقة و1.54% من الأمريكيين الأصليين و0.80% من الأمريكيين ذوي الأصول الآسيوية و1.02% من سكان جزر المحيط الهادئ و6.11% من الأعراق الأخرى و2.61% من عرقين مختلطين أو أكثر و12.76% من الهسبانيون أو اللاتينيون من أي عرق.
بلغ عدد الأسر 25,520 أسرة كانت نسبة 34.6% منها لديها أطفال تحت سن الثامنة عشر تعيش معهم، وبلغت نسبة الأزواج القاطنين مع بعضهم البعض 60.4% من أصل المجموع الكلي للأسر، ونسبة 9.2% من الأسر كان لديها معيلات من الإناث دون وجود شريك، بينما كانت نسبة 3.7% من الأسر لديها معيلون من الذكور دون وجود شريكة وكانت نسبة 26.8% من غير العائلات. تألفت نسبة 21% من أصل جميع الأسر من عدة أفراد يعيشون في نفس المنزل ونسبة 11.7% كانت تتألف من شخص يعيش بمفرده يبلغ من العمر 65 عاماً أو أكثر. وبلغ متوسط حجم الأسرة المعيشية 2.82، أما متوسط حجم العائلات فبلغ 3.26.
بلغ العمر الوسطي للسكان 32.5 عاماً. وكانت نسبة 28.1% من القاطنين تحت سن الثامنة عشر، وكانت نسبة 11.3% بين الثامنة عشر والرابعة والعشرين عاماً، ونسبة 23.1% كانت واقعةً في الفئة العمرية ما بين الخامسة والعشرين والرابعة والأربعين عاماً، ونسبة 18.5% كانت ما بين الخامسة والأربعين والرابعة والستين، ونسبة 19% كانت ضمن فئة الخامسة والستين عاماً فما فوق. وتوزع التركيب الجنسي للسكان بنسبة 48.9% ذكور و51.1% إناث.

## المناخ
يظهر الجدول التالي التغييرات المناخية على مدار السنة لسانت جورج:
| البيانات المناخية لـسانت جورج        | البيانات المناخية لـسانت جورج | البيانات المناخية لـسانت جورج | البيانات المناخية لـسانت جورج | البيانات المناخية لـسانت جورج | البيانات المناخية لـسانت جورج | البيانات المناخية لـسانت جورج | البيانات المناخية لـسانت جورج | البيانات المناخية لـسانت جورج | البيانات المناخية لـسانت جورج | البيانات المناخية لـسانت جورج | البيانات المناخية لـسانت جورج | البيانات المناخية لـسانت جورج | البيانات المناخية لـسانت جورج |
| الشهر                                | يناير                         | فبراير                        | مارس                          | أبريل                         | مايو                          | يونيو                         | يوليو                         | أغسطس                         | سبتمبر                        | أكتوبر                        | نوفمبر                        | ديسمبر                        | المعدل السنوي                 |
| ------------------------------------ | ----------------------------- | ----------------------------- | ----------------------------- | ----------------------------- | ----------------------------- | ----------------------------- | ----------------------------- | ----------------------------- | ----------------------------- | ----------------------------- | ----------------------------- | ----------------------------- | ----------------------------- |
| الدرجة القصوى °ف (°م)                | 72 (22)                       | 84 (29)                       | 91 (33)                       | 100 (38)                      | 108 (42)                      | 115 (46)                      | 118 (48)                      | 113 (45)                      | 109 (43)                      | 107 (42)                      | 88 (31)                       | 75 (24)                       | 118 (48)                      |
| متوسط درجة الحرارة الكبرى °ف (°م)    | 53.7 (12.1)                   | 58.8 (14.9)                   | 67.3 (19.6)                   | 75.2 (24.0)                   | 85.8 (29.9)                   | 95.7 (35.4)                   | 101.4 (38.6)                  | 99.1 (37.3)                   | 91.7 (33.2)                   | 77.7 (25.4)                   | 62.9 (17.2)                   | 51.9 (11.1)                   | 76.8 (24.9)                   |
| متوسط درجة الحرارة الصغرى °ف (°م)    | 31.0 (−0.6)                   | 35.3 (1.8)                    | 41.6 (5.3)                    | 48.7 (9.3)                    | 58.7 (14.8)                   | 67.3 (19.6)                   | 74.5 (23.6)                   | 72.8 (22.7)                   | 63.2 (17.3)                   | 49.7 (9.8)                    | 38.0 (3.3)                    | 30.6 (−0.8)                   | 51.0 (10.6)                   |
| أدنى درجة حرارة °ف (°م)              | −11 (−24)                     | 1 (−17)                       | 12 (−11)                      | 18 (−8)                       | 20 (−7)                       | 35 (2)                        | 41 (5)                        | 43 (6)                        | 25 (−4)                       | 20 (−7)                       | 4 (−16)                       | −4 (−20)                      | −11 (−24)                     |
| الهطول إنش (مم)                      | 1.38 (35)                     | 1.26 (32)                     | 1.18 (30)                     | .55 (14)                      | .21 (5.3)                     | .17 (4.3)                     | .48 (12)                      | .76 (19)                      | .57 (14)                      | .68 (17)                      | .71 (18)                      | .85 (22)                      | 8.8 (222.6)                   |
| متوسط تساقط الثلوج إنش (سم)          | 0.7 (1.8)                     | 0.3 (0.76)                    | 0.2 (0.51)                    | trace                         | 0.0 (0.0)                     | 0.0 (0.0)                     | 0.0 (0.0)                     | 0.0 (0.0)                     | 0.0 (0.0)                     | trace                         | 0.1 (0.25)                    | 0.1 (0.25)                    | 1.4 (3.6)                     |
| متوسط أيام هطول الأمطار (≥ 0.01 in)  | 5.2                           | 6.1                           | 5.3                           | 3.6                           | 2.2                           | 1.5                           | 2.9                           | 3.5                           | 2.6                           | 3.7                           | 3.5                           | 4.5                           | 44.6                          |
| متوسط الأيام المثلجة (≥ 0.1 in)      | 0.2                           | 0.2                           | 0.1                           | 0.1                           | 0.0                           | 0.0                           | 0.0                           | 0.0                           | 0.0                           | 0.0                           | 0.1                           | 0.2                           | 0.9                           |
| المصدر: NOAA (extremes 1893–present) |                               |                               |                               |                               |                               |                               |                               |                               |                               |                               |                               |                               |                               |

## أعلام
- جيفري ر. هولاند
- إيغور ايفانوف
- بروس هيرست
- بيرتن ميلر
- جاي دون بليك
- بادي هيكس
- باربرا ستيوارت
- إيما لوسي غيتس بوين
- جورج حنا